# Beckhoplia occidentalis
Beckhoplia occidentalis är en skalbaggsart som beskrevs av Dombrow 2005. Beckhoplia occidentalis ingår i släktet Beckhoplia och familjen Melolonthidae. Inga underarter finns listade.